# Wattwurm
Der Wattwurm (Arenicola marina), auch (Sand-)Pierwurm oder Prielwurm genannt, gehört zu einer Gruppe von festsitzenden und grabenden Linien innerhalb der Ringelwürmer, die als Sedentaria bezeichnet werden. Durch seine Lebensweise im Sand des Watts ist er ein wichtiger Bestandteil im Ökosystem des Wattenmeers im Osten des Atlantischen Ozeans. Er zählt zu den bekanntesten Tieren des Watts, was insbesondere an seinen allgegenwärtig scheinenden charakteristischen Kothaufen im Watt liegt.

## Merkmale
Der rotbraune Wurm wird etwa 20 bis 40 cm lang und ist in der vorderen Hälfte etwa fingerdick. Das hintere Ende ist dünner, denn dort befindet sich nur der Darm. Alle anderen Organe (Fortpflanzung usw.) und auch die äußeren Kiemen befinden sich im vorderen Abschnitt. Wattwürmer wiegen ca. 40–50 Gramm.

## Verbreitung
Der Wattwurm Arenicola marina ist in den Wattenmeeren der östlichen Atlantikregion, namentlich im Wattenmeer der Nordsee, verbreitet. In den Wattenmeeren des Westatlantiks (Nordamerika) wird er durch die Art Arenicola cristata vertreten. Er gehört zu den wenigen Arten, die das gesamte Watt von der Niedrig- bis zur Hochwasserlinie besiedeln, bevorzugt aber instabile Sandwatten.

## Lebensweise und Ernährung
Die Larven des Wattwurms bewegen sich an die Oberfläche des Bodens, wenn es im Herbst weniger Fressfeinde gibt als den Sommer über. Bis zu einer Größe von sechs Millimetern siedeln sie in horizontalen Röhren knapp unter der Oberfläche in Gebieten des Schlickwatts und verbringen dort den Winter. Im nächsten Juli graben sie sich vertikale Röhren knapp unter der Hochwasserlinie und verbringen dort die Zeit bis zum Herbst.
Vor dem Winter ziehen die Tiere dann in das Verbreitungsgebiet der erwachsenen Tiere. Dort gräbt das ausgewachsene Tier seine 20–30 cm tiefen Röhren in U-Form im Wattenmeer. Es frisst ständig den Sand des Wattes und filtert dort die organischen Stoffe heraus, welche es dann verwertet. Weiterhin bleibt es mobil und trägt so zur Destabilisierung und Umwälzung des Wattbodens bei. So fressen die Wattwürmer der Nordsee einmal im Jahr den gesamten Sand des Wattes oberhalb von 20 cm Tiefe. Dazu trägt der Umstand bei, dass die Tiere in einer Dichte von durchschnittlich 40 Exemplaren pro Quadratmeter vorkommen. Ein einzelner Wattwurm filtert dabei 25 kg Sand jährlich.
Etwa alle 30 bis 40 Minuten kommt der Wattwurm an den Ausgang seiner Röhre und stößt den verspeisten Sand aus, der als spaghettiförmiger Sandhaufen (Wurmhaufen) den Ausgangsbereich seiner Röhre markiert. Der Eingangsbereich ist mit einem Loch an der Oberfläche markiert, den man bei Niedrigwasser als kleine Vertiefung im Wattenmeer erkennen kann. Dieser Bereich wird „Fresstrichter“ genannt. Dort nimmt er den nährstoffreichen Sand auf, um ihn zu verwerten. Grobe Partikel werden nicht gefressen, sondern am Kopfende abgelagert. Es entsteht daher in 20 bis 25 Zentimetern Tiefe eine Schicht gröberen Materials.

## Fortpflanzung
Der Wattwurm ist nach zwei Jahren geschlechtsreif. Die Fortpflanzung erfolgt während der Phase des Vollmondes im Monat Oktober, indem das Männchen sein Sperma ins Wasser abgibt. Wenn das Sperma die Wohnröhre eines Weibchens erreicht, gibt dieses die Eier ins Wasser ab. In seiner Röhre behält das Weibchen die befruchteten Eier so lange, bis die Larven ausgeschlüpft sind. Danach schwimmen die Jungtiere ins freie Wasser. Sie siedeln sich zur Überwinterung im Feinsubstrat an, erst im darauffolgenden Jahr lassen sie sich auf die Sandplatten, den Lebensraum der adulten Wattwürmer, treiben.

## Fressfeinde
Bei Niedrigwasser laufen die an das Leben im Watt angepassten Vögel wie der Austernfischer, der Knutt oder der Alpenstrandläufer über die Wattflächen. Charakteristisch für diese Vogelarten sind ihre langen Beine und ihre spitzen langen Schnäbel. Sobald sich ein neuer Wurmhaufen aus dem Boden kringelt, stochern die Vögel mit ihren Schnäbeln in die Röhre und versuchen den Wurm zu packen. Um zu vermeiden, dass er ganz gefressen wird, kann der Wattwurm sein dünnes Hinterende stückweise abstoßen. Der Vogel bekommt dann nur ein bis zwei Zentimeter zu fressen und der Wurm kann sich in die Tiefen seiner Röhre retten.

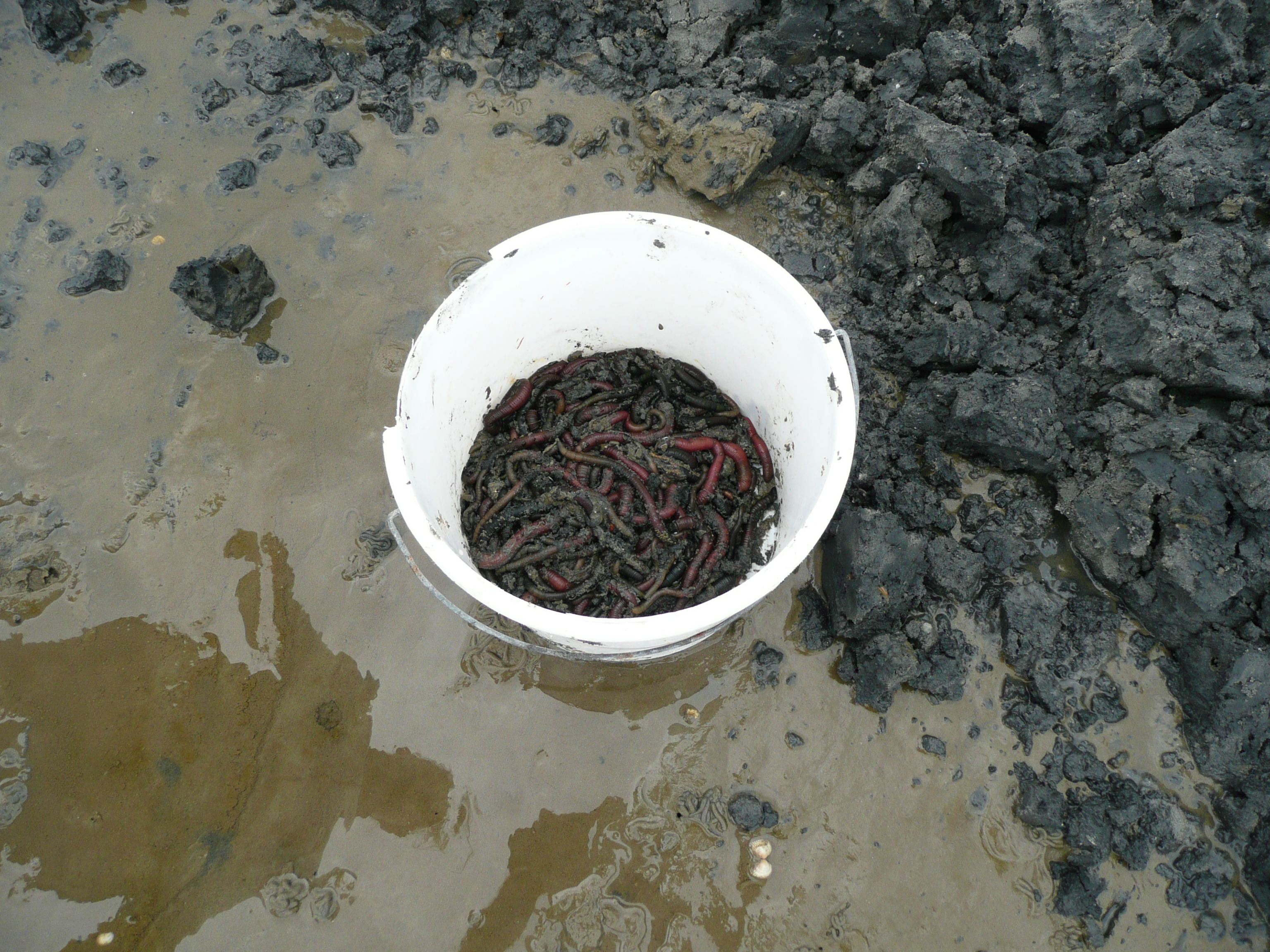
Wattwürmer
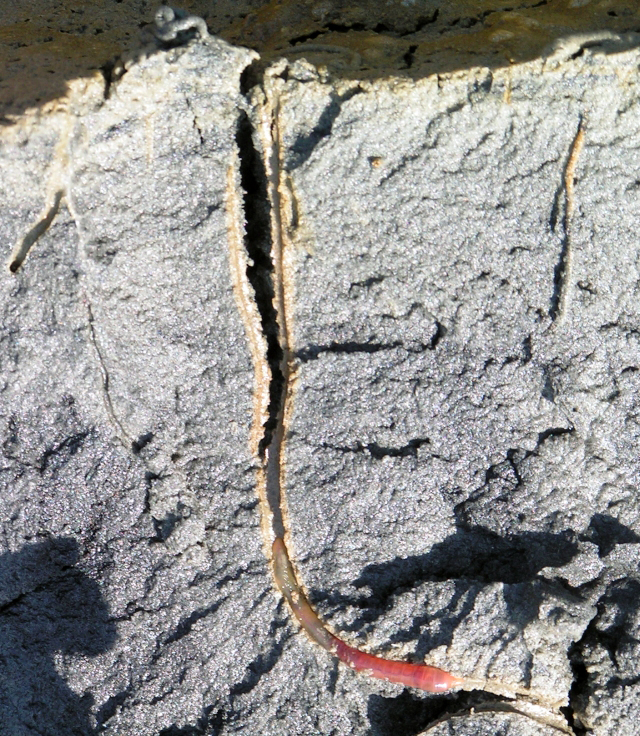
Junger Wattwurm in seiner Röhre
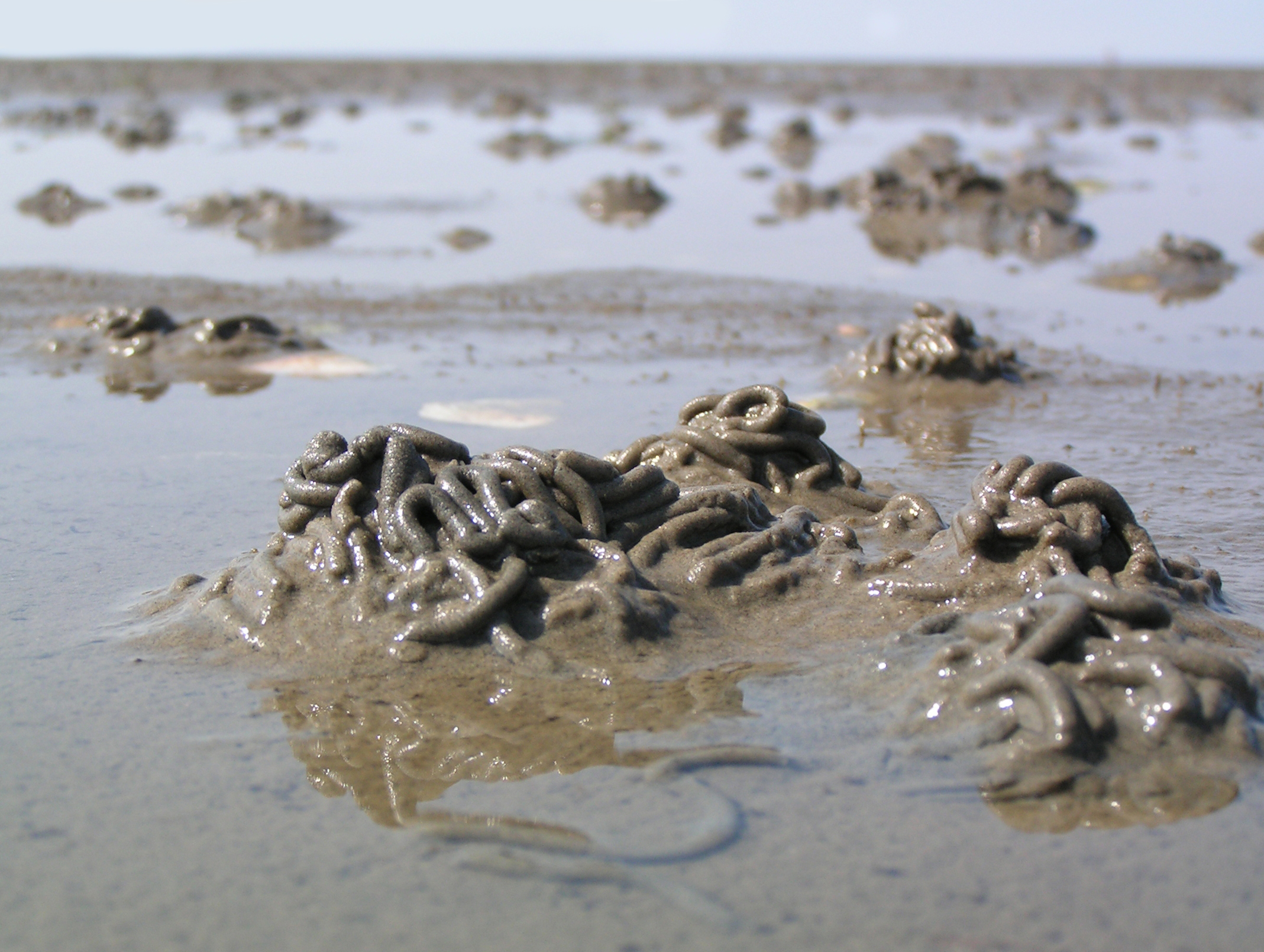
Wattwurmhaufen
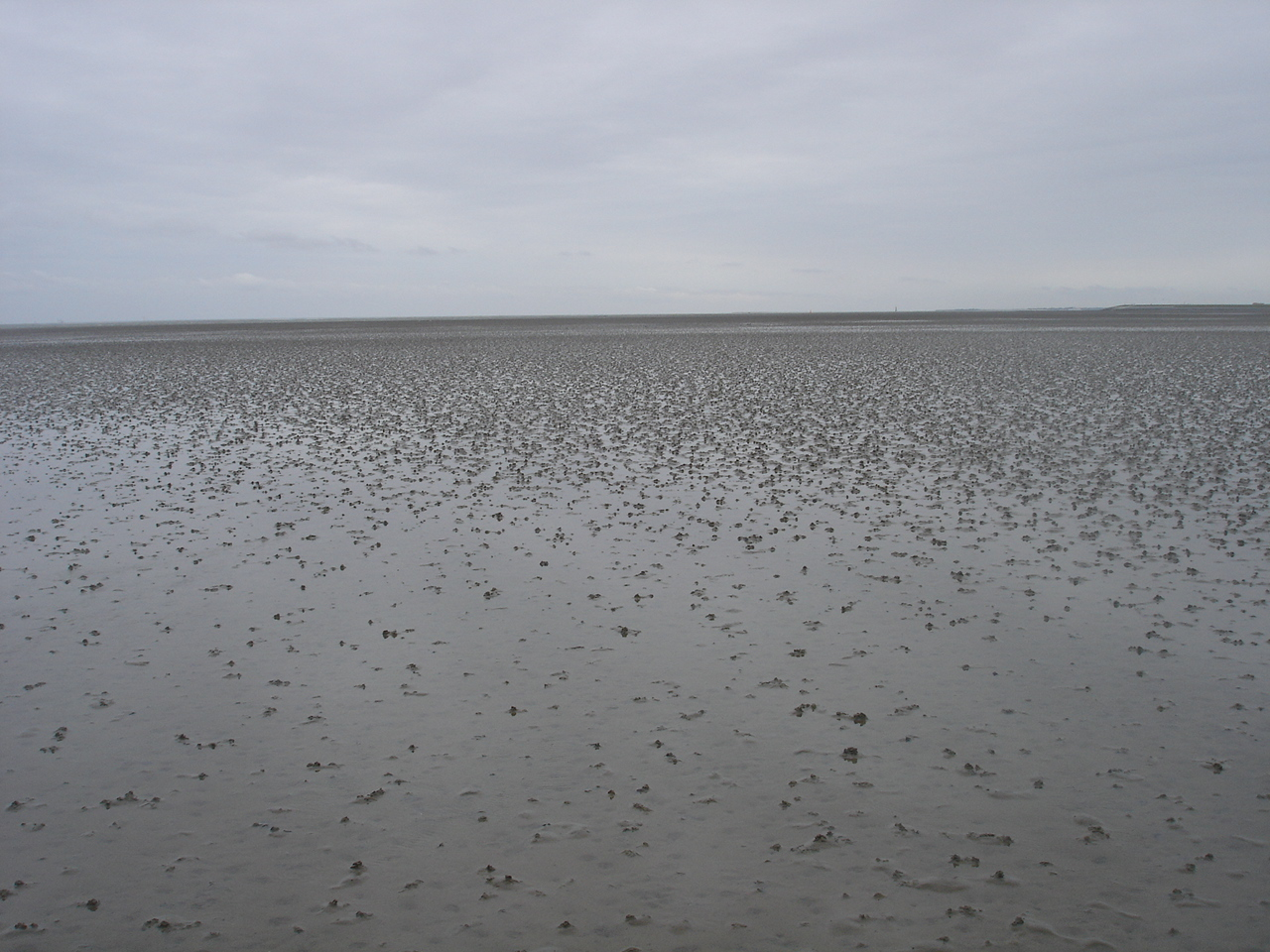
Wattwurmhaufen

## Medizinische Verwendung
Es wurde festgestellt, dass das Hämoglobin im Blut des Wattwurms dem menschlichen Hämoglobin zwar ähnlich ist, aber bei kleinerem Formatfaktor 50-mal so viel Sauerstoff speichern kann. Dieser Umstand kann möglicherweise zur Entwicklung von Medikamenten führen, die künftig Sauerstoffmangel im menschlichen Körper beheben können.